# Mirka Federer
Miroslava "Mirka" Federer (tên khai sinh là Miroslava Vavrincová, về sau đổi là Miroslava Vavrinec; sinh ngày 1 tháng 8 năm 1978) là một cựu vận động viên quần vợt chuyên nghiệp người Thụy Sĩ gốc Slovakia. Thứ hạng WTA cao nhất của cô trong nội dung đánh đơn là 76 (đạt được ngày 10 tháng 9 năm 2001) và đánh đôi là 215 (24 tháng 8 năm 1998). Cô là vợ của nam vận động viên quần vợt huyền thoại Roger Federer. Cô sớm giải nghệ vào năm 2002 do chấn thương bàn chân dai dẳng. Kể từ đó cô thường tới xem các trận đấu của chồng mình tại các giải đấu thuộc hệ thống ATP.

## Đầu đời và sự nghiệp quần vợt

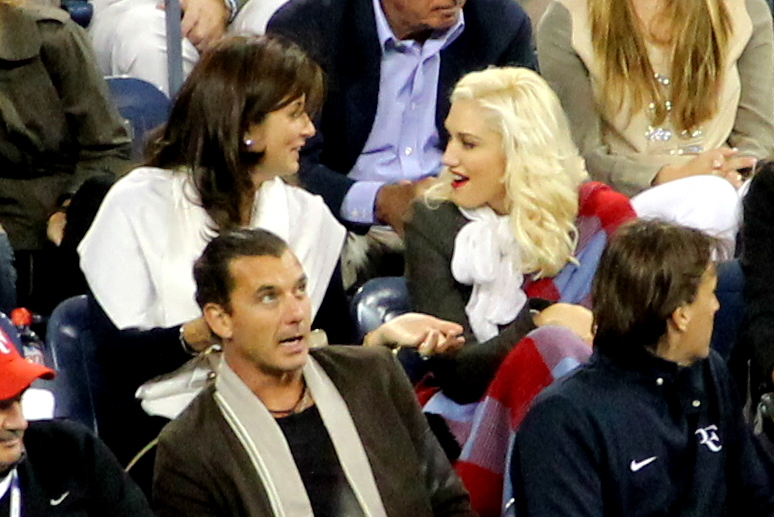
Mirka Federer (trái) và Gwen Stefani và Gavin Rossdale (trước) trên khán đài tại Mỹ Mở rộng 2010.

Miroslava Vavrincová sinh ra tại Bojnice, Slovakia và chuyển tới định cư tại Thụy Sĩ khi cô 2 tuổi. Vào năm 1987, cô được bố dẫn tới xem một giải đấu tại Filderstadt, Đức nơi cô gặp gỡ Martina Navratilova, người khuyến khích cô luyện tập quần vợt. Navratilova sau đó gửi cho Mirka một cây vợt và lên lịch cho buổi tập đầu tiên. Vào năm 2002 cô đánh cặp cùng Roger Federer tại Hopman Cup.
Trước khi giải nghệ thứ hạng của cô là khoảng top 80. Thành tích tốt nhất tại Grand Slam của cô là vòng ba Mỹ Mở rộng 2001.
Chấn thương liên tục ở bàn chân khiến Vavrinec không thể thăng tiến trên bảng xếp hạng, và cô buộc phải giã từ quần vợt vào năm 2002. Sau khi giải nghệ, cô giữa vai trò quản lý về mặt quan hệ công chúng cho Federer và đồng hành cùng anh tại các giải đấu.

## Đời tư
Mirka kết hôn với Roger Federer vào ngày 11 tháng 4 năm 2009. Họ làm đám cưới tại biệt thự Wenkenhof ở Riehen gần Basel. Vào tháng 7 năm 2009, Mirka sinh hạ hai bé gái song sinh, Myla Rose và Charlene Riva. Nhà Federer có thêm một cặp song sinh nữa, lần này là cặp song sinh nam được đặt tên là Leo và Lennart,

## Thành tích đánh đơn Grand Slam
| Các giải Grand Slam |     |     |     |     |
| Úc Mở rộng          | A   | V2  | V2  | 2–2 |
| Pháp Mở rộng        | V1  | V1  | V1  | 0–3 |
| Wimbledon           | A   | V1  | V1  | 0–2 |
| Mỹ Mở rộng          | A   | V1  | V3  | 2–2 |
| Thắng-Thua          | 0–1 | 1–4 | 3–4 | 4–9 |